# Cymbidium serratum
Cymbidium serratum је врста орхидеја из рода Cymbidium и породице Orchidaceae која се налази у Кини и Тајвану. Нису наведене подврсте у Catalogue of Life.